# プラータ・ディ・ポルデノーネ
プラータ・ディ・ポルデノーネ（伊: Prata di Pordenone）は、イタリア共和国フリウリ＝ヴェネツィア・ジュリア州ポルデノーネ県にある、人口約8,300人の基礎自治体（コムーネ）。

## 地理

### 位置・広がり
ポルデノーネ県南西部のコムーネである。プラータ・ディ・ポルデノーネの町は、県都ポルデノーネの南南西約8km、ベッルーノの南東約40km、ヴェネツィアの北北東約56km、州都トリエステの西北西約96mに位置する。

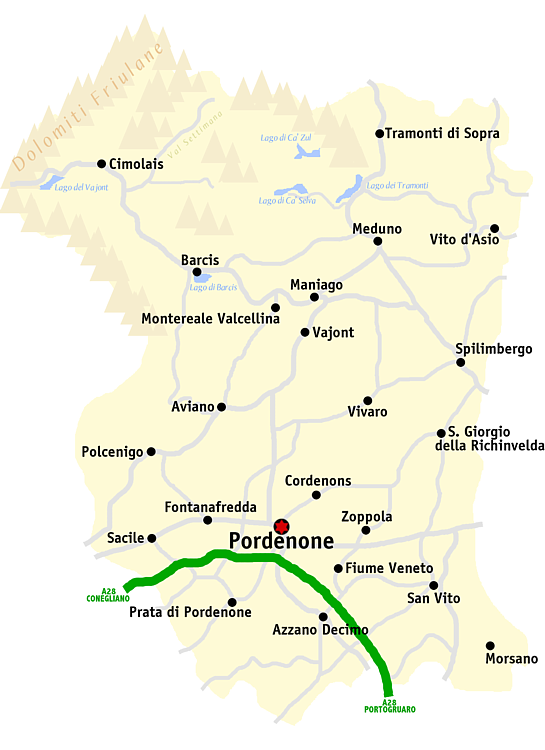
ポルデノーネ県概略図

#### 隣接コムーネ
隣接するコムーネは以下の通り。括弧内のTVはトレヴィーゾ県（ヴェネト州）所属を示す。
- ブルニェーラ
- マンスエ (TV)
- パジアーノ・ディ・ポルデノーネ
- ポルチャ
- ポルデノーネ
- ポルトブッフォレ (TV)

### 気候分類・地震分類
プラータ・ディ・ポルデノーネにおけるイタリアの気候分類 (it) および度日は、zona E, 2449 GGである。
また、イタリアの地震リスク階級 (it) では、zona 2 (sismicità media) に分類される。

## 行政

### 分離集落
プラータ・ディ・ポルデノーネには、以下の分離集落（フラツィオーネ）がある。
- Ghirano, Prata di Sopra, Prata di Sotto (sede comunale), Puja, Villanova Località: le Monde, Borgo Passo, Peressine

## 姉妹都市
- Floreffe、ベルギー

## 人物

### 著名な出身者
- ジョルジア・モル - 女優・歌手・写真家